# In the Pines
"In the Pines", ook bekend als "Where Did You Sleep Last Night" of "Black Girl", is een traditioneel Amerikaans volksliedje dat is samengesteld uit de volksliedjes "In the Pines" en "The Longest Train". Van beide liedjes is de auteur niet bekend, maar ze stammen af van de jaren '70 van de negentiende eeuw of eerder. Het liedje is opgenomen door veel artiesten uit verschillende genres, maar wordt het meest geassocieerd met de bluegrassmuzikant Bill Monroe en de bluesmuzikant Lead Belly, die het allebei vaak opnamen in de jaren '40 en '50 van de twintigste eeuw. De Britse popband The Four Pennies scoorde een hit met het nummer in 1964. In 1993 speelde de Amerikaanse grungeband Nirvana het nummer live, wat een jaar later verscheen op het album MTV Unplugged in New York.

## Achtergrond
Zoals veel andere volksliedjes werd ook "In the Pines" mond tot mond doorgegeven aan nieuwe generaties. In 1925 werd het op een wasrol opgenomen door een verzamelaar van volksmuziek. In deze opname werd een couplet uit "The Longest Train" gebruikt, dat waarschijnlijk begon als apart liedje dat opging in "In the Pines". Het werd uiteindelijk samengesteld uit drie onderdelen: een refrein ("in the pines"), een couplet ("the longest train") en een couplet over een onthoofding die zou kunnen zijn veroorzaakt door de trein, maar niet alle elementen waren present in alle versies. Er zijn 160 verschillende versies van de tekst bekend, waarbij details uit deze elementen worden aangepast; zo gaan verschillende versies over een man, vrouw, volwassene, echtgenoot of ouder. Vanaf 1926 werden commerciële versies van het liedje gemaakt door diverse folk- en bluegrassbands.

## Bekende versies
Bill Monroe, die wordt gezien als grondlegger van de muziekstijl bluegrass, nam het nummer op in 1941 en 1952 onder de titel "In the Pines". Deze opnames hadden veel invloed op latere bluegrass- en countryversies van het nummer. Zijn versie representeert de "longest train"-variant van het nummer en bevat geen verwijzingen naar een onthoofding.
De bluesmuzikant Lead Belly nam een aantal versies van het nummer op tussen 1944 en 1948, vaak onder de titel "Black Girl" of "Black Gal". De eerste versie uit februari 1944 is de bekendste en is opgenomen onder de titel "Where Did You Sleep Last Night". Lead Belly wordt vanwege zijn originele interpretatie vaak ten onrechte aangewezen als de auteur van het nummer (waaronder door Nirvana op MTV Unplugged in New York), terwijl het niet bekend is wie het wel heeft geschreven.
De Britse popgroep The Four Pennies scoorde een hit met hun versie van het nummer, waarbij het in hun thuisland de twintigste plaats behaalde. In de Verenigde Staten werd het nummer echter nooit uitgebracht.
De Amerikaanse grungeband Nirvana speelde het nummer soms live tijdens hun carrière. Zanger en gitarist Kurt Cobain leerde het nummer kennen van Mark Lanegan en speelde gitaar op diens cover van het nummer op het album The Winding Sheet uit 1990. Zowel Lanegan als Cobain schreeuwde het laatste couplet. Tijdens hun optreden bij het televisieprogramma MTV Unplugged speelde de band het nummer ook en werd het lovend ontvangen. Deze versie zou oorspronkelijk worden uitgebracht op de B-kant van de single "Pennyroyal Tea", maar na het overlijden van Cobain in april 1994 werd deze uitgave geschrapt. Later dat jaar verscheen het wel op het livealbum MTV Unplugged in New York onder de titel "Where Did You Sleep Last Night" en werd het uitgebracht als promotionele single. In 2004 verscheen een solo-demo van het nummer, opgenomen bij Cobain thuis, op de box set With the Lights Out met zeldzame opnames.
Het Nederlandse folkduo The Lasses nam een tweestemmige versie van het nummer op in 2015 op het album Daughters. Multi-instrumentalist Alan McLachlan (The Scene) leverde daarbij een bijdrage op mandoline.
Naast de eerder genoemde artiesten is het nummer onder verschillende titels opgenomen door onder anderen Dock Walsh (de eerste commerciële opname van het nummer), The Louvin Brothers, Dave Van Ronk, Joan Baez, Doc Watson, Marianne Faithfull, Tiny Tim, Grateful Dead, Jerry Reed, Long John Baldry, Link Wray, Gene Clark, Dolly Parton, Odetta, Pete Seeger, Robert Crumb, Bill Callahan onder de naam (Smog), Kid Cudi in samenwerking met Dot da Genius, Brad Paisley, Loretta Lynn, John Phillips, Bob Dylan en Marilyn Manson.

## Gebruik in media
Verschillende versies van "In the Pines" komen voor in de films Wild River (1960), Coal Miner's Daughter (1980) en I Know What You Did Last Summer (1997), de televisieseries Marvel's The Defenders, True Blood en American Gods en de videospellen The Walking Dead: Season Two en Far Cry 5.

## NPO Radio 2 Top 2000
| Nummer met noteringen in de NPO Radio 2 Top 2000 | '18 | '19 | '20 | '21 | '22 | '23 | '24 |
| ------------------------------------------------ | --- | --- | --- | --- | --- | --- | --- |
| Where Did You Sleep Last Night (Nirvana)         | 512 | 470 | 458 | 503 | 532 | 579 | 603 |

1. ↑  Een vetgedrukt getal geeft de hoogste notering aan.
2. ↑  2018 was het eerste jaar met een notering voor dit nummer.